# Casa de los Migueletes

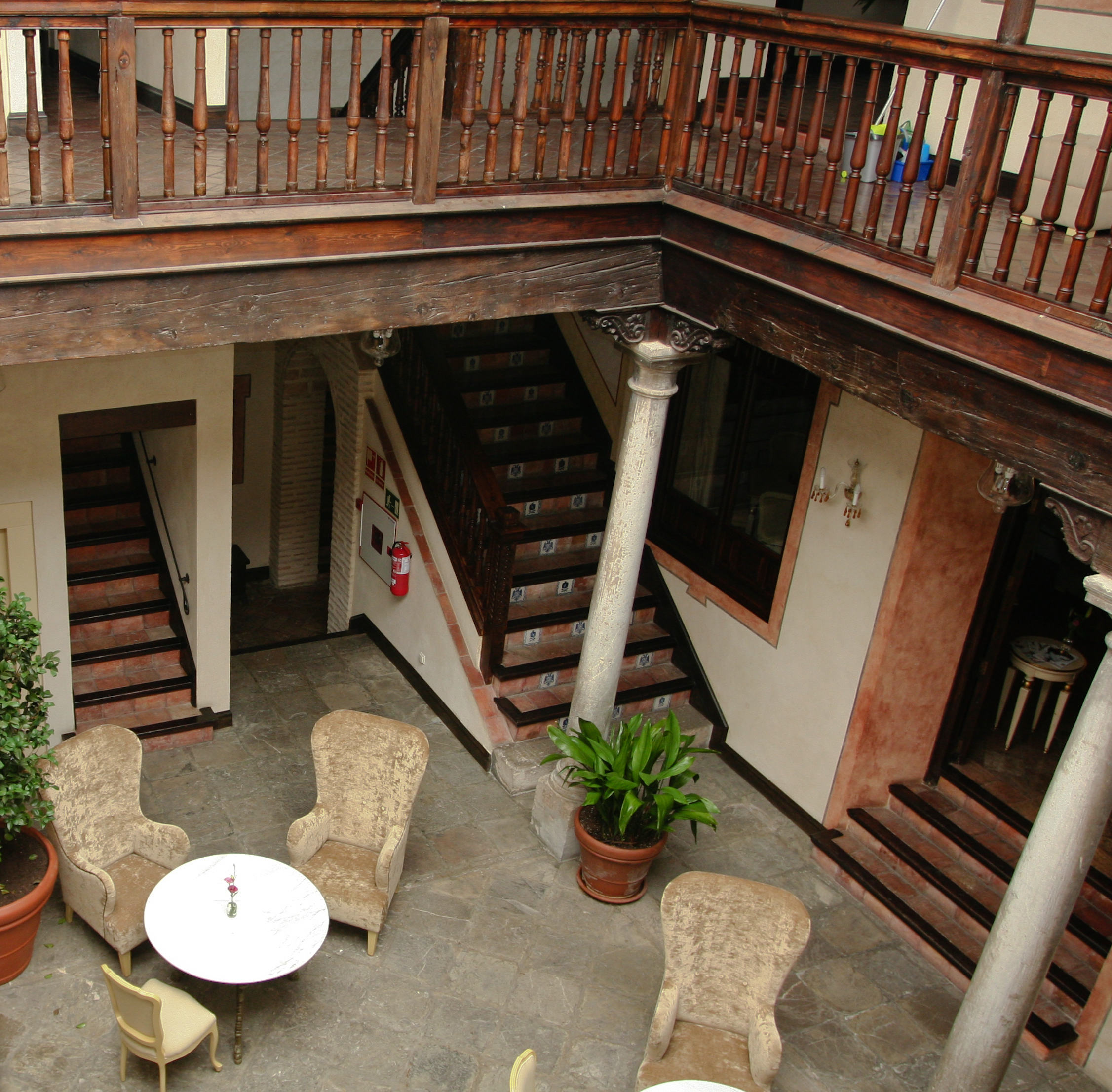
Casa 1800 Granada

La Casa de los Migueletes se ubica en el número 11 de la calle Benalúa, en la localidad de Granada. La casa fue construida en el último tercio del siglo XVI, en el conocido barrio del Albaicín. En esta vivienda se instalaron los señores de Cañaveral, Condes de Benalúa. Edificada sobre la traza de una importante casa árabe, actualmente exhibe portada castellana, zaguán en línea recta y gran escalera al fondo, encontrando presencia mudéjar en las zapatas del patio y en la estructura de pies derechos que soportan los pisos altos. El inmueble sufrió importantes modificaciones a lo largo de los siglos XVII y XVIII.

## Historia
Durante algunos años la casa fue el antiguo cuartel general de la tropa de los Migueletes, cuerpo militar formado por la policía rural de los tiempos carlistas, cuyo antecedente fue la Santa Hermandad fundada por los Reyes Católicos en 1476, y que tenía como misión vigilar las propiedades y caminos de la corona de Castilla.
El cuerpo de Migueletes prestó auxilio a aquellos viajeros que, rayando la temeridad, atravesaban las tierras andaluzas o las granadinas en donde la presencia de bandoleros era constante.
En la zona de Granada fue muy famoso “El guapo Francisco Esteban”, cuatrero, contrabandista y saltador. El nombre tiene su origen en un tipo de escopeta larga llamada Miguelete. La tropa sirvió en varias regiones españolas y el diseño de sus uniformes recibió la influencia de los trajes típicos de cada región. Posteriormente el cuerpo de Migueletes se unió al de la Guardia Civil en 1844, trasladándose su cuartel al antiguo Convento de la Victoria, desamortizado pocos años antes.
El acceso al patio principal se realiza a través de un zaguán en forma de calle que se divide en tres tramos, estando descubierto el intermedio a modo de patio. Este callejón pudiera haber sido un adarve, en época musulmana.

## Convertida en Hotel
En la restauración realizada con motivo de su adaptación para convertir el edificio en un hotel con encanto, han aparecido unas pinturas del siglo XVIII, relacionadas con las que ofrecen las casas vecinas en la Carrera del Darro.
El Hotel Casa 1800 Granada fue adaptado manteniendo los elementos principales de su historia y está situado en uno de los rincones más privilegiados de Granada y muy cerca de la Alhambra.